# Kvinder - vi er halvdelen af kommunen
Kvinder - vi er halvdelen af kommunen er en dansk dokumentarfilm fra 1977.

## Handling
Et videobånd om den fiktive Mandrup kommune, dens kvindegruppe og dennes repræsentation i kommunalbestyrelsen, samt en beskrivelse af hvad kvindernes arbejde har ført til - indtil 1977. Hvad kvinder går til valg på, og hvorfor de stiller op, beskrives.